# 武田光雄
武田 光雄（たけだ みつお、1920年 - 2006年2月14日）は、日本の海軍軍人。海兵70期。最終階級は海軍大尉。

## 生涯
1920年(大正9年)、東京市にて、豊田貞次郎の次男として生まれる。のち、跡取りのいなかった母方の祖父・武田秀雄（海軍機関中将）の養子となる。黄海海戦に参加した祖父は、幼少期の光雄に多大な影響を与えた。
東京高等師範学校付属中学卒業後の1938年(昭和13年)、海軍兵学校に70期として入校。海兵68期の酒巻和男とは分隊が同じだった。1941年(昭和16年)11月15日、海兵70期は繰上げ卒業することとなり、練習航海や天皇への拝謁もなく、直ちに実戦部隊に配属された。武田が配属されたのは、祖父が手がけた巡洋艦「青葉」の水雷士だった。
間もなく、太平洋戦争(大東亜戦争)が勃発。「青葉」は第4艦隊の隷下となり、武田はグアム島攻略、ウェーク島攻略、ラバウル攻略と南太平洋各地の戦闘に参加。珊瑚海海戦では、対空戦闘の見張り補佐として「祥鳳」の最期を見届けた。
1942年6月1日、海軍少尉に任官。軍服の上衣と短剣は祖父の形見の品を用いた。7月17日、航海士に配置が変わり、第一次ソロモン海戦に参加。
サボ島沖海戦にて、敵軽巡「へレナ」の放った砲弾が「青葉」を次々と直撃、79名が死亡した。武田も艦橋床下で炸裂した砲弾により重傷（左足下腿部貫通創、大腿部盲管創など）を負ったが生還。
戦傷が癒えてから、空母「隼鷹」分隊長として輸送作戦に従事し、駆逐艦「濱風」水雷長（先任将校）として、マリアナ沖海戦、比島沖海戦などに参加。
戦艦「大和」とともに出撃した1945年（昭和20年）4月7日、「濱風」も撃沈された。武田は重油の海を泳ぐこと5時間、駆逐艦「初霜」に救助された。以後は内地勤務となり、終戦時は海軍水雷学校分校の教官を務めていた。戦後、浦賀上陸場指揮官として復員業務に携わり、酒巻とも再会している。
充員召集解除後の1946年4月、東京大学経済学部に入学。卒業後に三菱電機、三菱プレシジョンなどに勤務。1948年に朝日新聞社社主の村山美知子と結婚したが、1950年に離婚している。
2006年2月14日午前9時30分ごろ、肺炎のため死去。享年85。

## 親族
- 祖父・義父：　武田秀雄（軍人、海軍機関中将、三菱造船・三菱電機会長、滝乃川学園理事）
- 叔父：　武田秀山（陸軍少将、日本体育大学所長）
- 従兄：　武田秀一 （陸軍中将）
- 実父：　豊田貞次郎（軍人、海軍大将）
- 実父の娘婿（実の姉妹の夫）：　山本祐二 （海軍少将）